# Loquillo (cantante)
José María Sanz Beltrán, más conocido por su nombre artístico Loquillo (Barcelona, 21 de diciembre de 1960), es un cantante español de rock and roll.
Hasta mediados de 2007 lo acompañó la banda Trogloditas. Desde entonces, se presenta en solitario como Loquillo, si bien sigue acompañado por algunos de sus colaboradores habituales, como Igor Paskual o Josu García.

## Biografía
Nació en el barrio de El Clot, ciudad de Barcelona, el 21 de diciembre de 1960. El primer grupo que formó se llamó Teddy Loquillo y sus Amigos, junto a Carlos Segarra (actual miembro de Los Rebeldes), aunque tuvo escaso éxito. Seguidamente, en 1980, nacieron Loquillo y Los Intocables, con quienes llegó a grabar un LP y algunos sencillos. Por aquellas fechas, tuvo que cumplir con el servicio militar y, en su ausencia, el grupo se desintegró. Pero Sabino Méndez, guitarrista y autor de la mayoría de sus canciones, decidió esperarlo y se propuso buscar nuevos músicos para una futura formación. La búsqueda acabó en Vic, donde dio con tres músicos que cumplían con sus expectativas: Ricard Puigdomènech, Jordi Vila y Josep Simón Ramírez. Tras el regreso de Loquillo, emprenderían una nueva andadura, formando la banda que los consolidó y que lo acompañó hasta 2007: "Loquillo y Trogloditas", que realizaron su debut ante el público en Tomelloso (Ciudad Real) en el verano de 1983.
A pesar del abandono de Sabino Méndez en 1989 (por problemas con la heroína y diferencias con el resto), y de las continuas idas y venidas del resto de componentes, la banda se mantuvo viva durante 25 años. En 2007, tras el abandono de Josep Simón, último miembro fundador que quedaba en ella y propietario legal del nombre, Loquillo decidió prescindir del apelativo "Trogloditas", argumentando que carecía de sentido al no quedar ninguno de los integrantes originales.
Aunque el rock ha sido su piedra angular, ha gustado también de probar otros estilos. De hecho, en sus inicios se llegó a decir de él que era demasiado rocker para los punks, y demasiado punk para los rockers. Muchos años después, bajo el lema de Gabriel Celaya la poesía es un arma cargada de futuro, editó dos discos de poemas, con música y adaptación de su amigo Gabriel Sopeña: La vida por delante y Con elegancia, donde pone voz a obras de poetas del calibre de Octavio Paz, Pablo Neruda, Pedro Salinas o Jaime Gil de Biedma entre otros.
Desde 2000 comienza la colaboración con Jaime Stinus en las labores de producción del álbum Cuero español.
En 2001 le dedica una canción al legendario actor John Wayne, con el título en castellano de su  epitafio apócrifo: Feo, fuerte y formal.
Además de cantante, también ha interpretado algún papel secundario en la gran pantalla, participó en la obra del director Mario Camus (prestigioso director de la premiada en Cannes Los santos inocentes) para encarnar al personaje Efrén Castells en la película La ciudad de los prodigios; también ha colaborado como articulista en diversos periódicos, y ha escrito dos novelas, El chico de la bomba y Barcelona Ciudad. En 2008 representa a un falangista en la película La buena nueva de Helena Taberna. También ha participado en la BSO de Mujeres en pie de guerra y Vindication, dos largometrajes dirigidos por su compañera sentimental, Susana Koska.
Disolvió definitivamente de "Trogloditas" en 2008, y publicó en solitario su segundo disco titulado Balmoral, homenaje al local madrileño donde solían reunirse, junto a otros músicos, intelectuales y artistas. Por Balmoral, producido por Jaime Stinus, fue nominado al Grammy Latino 2008 en la categoría de Mejor Álbum de Rock Vocal, que finalmente fue concedido a su amigo Andrés Calamaro por su álbum La Lengua Popular.
El 17 de noviembre de 2009 salió a la luz un disco donde Loquillo presentaba los 30 años de su carrera musical (1980-2010) en una edición de lujo, 99 canciones en 5 CD, 3 DVD con videoclips, material extra, etc., bajo el título de Loquillo Rock & Roll Star 30 años / 1980-2010.
El 3 de diciembre de 2010, Loquillo fue condenado a tres meses de prisión, al ser declarado culpable de agredir a un hombre en un bar de la capital guipuzcoana.
En el año 2011 Loquillo lanzó un disco con poemas musicados de Luis Alberto de Cuenca titulado Su nombre era el de todas las mujeres. La música y adaptaciones estuvieron a cargo de Gabriel Sopeña.
Actualmente, Loquillo es el presentador de un programa titulado American Chopper, dicho programa se emite en el canal de televisión Discovery Max. En él aparece la familia Teutul, de Orange County Choppers.
Como curiosidad, el apodo de Loquillo se lo puso el famoso jugador de baloncesto Epi, con el cual jugó en categorías inferiores. Durante su etapa de jugador de baloncesto, estuvo bajo el mando de uno de los entrenadores españoles más laureados de la historia: Aíto García Reneses.
En marzo de 2015, Loquillo junto con la banda The Nu Niles lanzó un disco titulado Código Rocker con 14 canciones que abarcan su carrera profesional desde 1980 hasta nuestros días, más un tema propio de la banda rockabilly The Nu Niles, con quienes salió posteriormente de gira.
El 22 de abril de 2016 lanzó un nuevo disco en solitario, Viento del Este. El álbum consta de 12 canciones, incluida una versión de "Me olvidé de vivir".
Durante 2016 y 2017 llevó a cabo la gira "Salud y Rock & Roll", que le llevó a actuar por toda España, Londres y Dublín, y grabar en CD y DVD un directo en Las Ventas. La gira acabó el día 15 de diciembre de 2017 en el WiZink Center de Madrid.
En 2017 fue galardonado con la Medalla de Honor de Barcelona, concedida por el Ayuntamiento de esta ciudad.
En 2018, y con motivo de su 40.º aniversario, Loquillo lanza el triple CD recopilatorio Rock and Roll Actitud, que incluye una nueva versión inédita de Rey del Glam, el tema que ya fue un éxito en su versión original de Alaska y Dinarama. También anuncia once conciertos en España de su gira 40 años de Rock and Roll Actitud.
En 2021 lanzó un nuevo álbum titulado Diario de una tregua, grabado durante la pandemia de Covid-19. Entonces anunció que durante el confinamiento se le había diagnosticado bocio multinodular, una grave enfermedad de la que no había querido operarse por miedo a afectar sus cuerdas vocales; sin embargo, la enfermedad fue remitiendo y ya solo necesitaba pasar revisiones periódicas.
En marzo de 2022 se publicó Loquillo: la biografía oficial, escrita por Felipe Cabrerizo.
En 2023 lanzó un doble LP grabado durante la gira de la pandemia llamado La vida es de los que arriesgan.
Actualmente, Loquillo cuenta con numerosos fanes alrededor de todo el mundo. Existen varias sedes sociales en honor al cantante barcelonés en Lasarte-Oria (Guipúzcoa), Valencia y Barcelona. También cuenta con un club de fanes y distintas páginas de apoyo en las redes sociales como Loquillo Fanatics, Viva el Loco o Rock and roll actitud.
Loquillo escribe artículos en el blog de elmundo.es y en distintos semanales en los que podemos ver su crítica y su opinión sobre temas de actualidad. En la actualidad reside en Laguardia (Álava).

## Formación de Loquillo y Los Intocables (1980–1982)
- José María Sanz Beltrán Loquillo: voz
- Sabino Méndez: guitarra, coros y principal letrista
- Teo Serrano Capitán Centellas: bajista y coros
- Juan Manuel Jiménez Heidenreich Caníbal: batería y coros
- Xavier Juliá: guitarra
- Carmen Lacarta: guitarra
- Carlos Nadal: guitarra

## Formación de Loquillo y Trogloditas (1983–2007)
- José María Sanz Beltrán Loquillo: voz (1982 a 2007)
- Sabino Méndez: guitarra, coros y letrista (1982 a 1989)
- Ricard Puigdomènech: guitarra (1983 a 2002)
- Jordi Vila: batería (1983 a 1994 y de 1998 a 2005)
- Josep Simón Ramírez: bajo (1983 a 2007)

## Formación actual de la banda de Loquillo
- José María Sanz Beltrán Loquillo: voz, en Los Intocables de 1980 a 1981, en Trogloditas de 1983 a 2007 y como Loquillo desde 2007
- Igor Paskual: guitarra y coros, en Trogloditas de 2002 a 2007 y con Loquillo desde 2007
- Laurent Castagnet: batería, en Trogloditas de 2006 a 2007 y con Loquillo desde 2007
- Josu García: guitarra y coros con Loquillo desde 2009
- Alfonso Alcalá: bajo y coros con Loquillo desde 2012
- Pablo Pérez: guitarra y coros con Loquillo desde 2021
- Jorge Rebenque: teclado con Loquillo desde 2023

## Músicos que han formado parte de las bandas de Loquillo

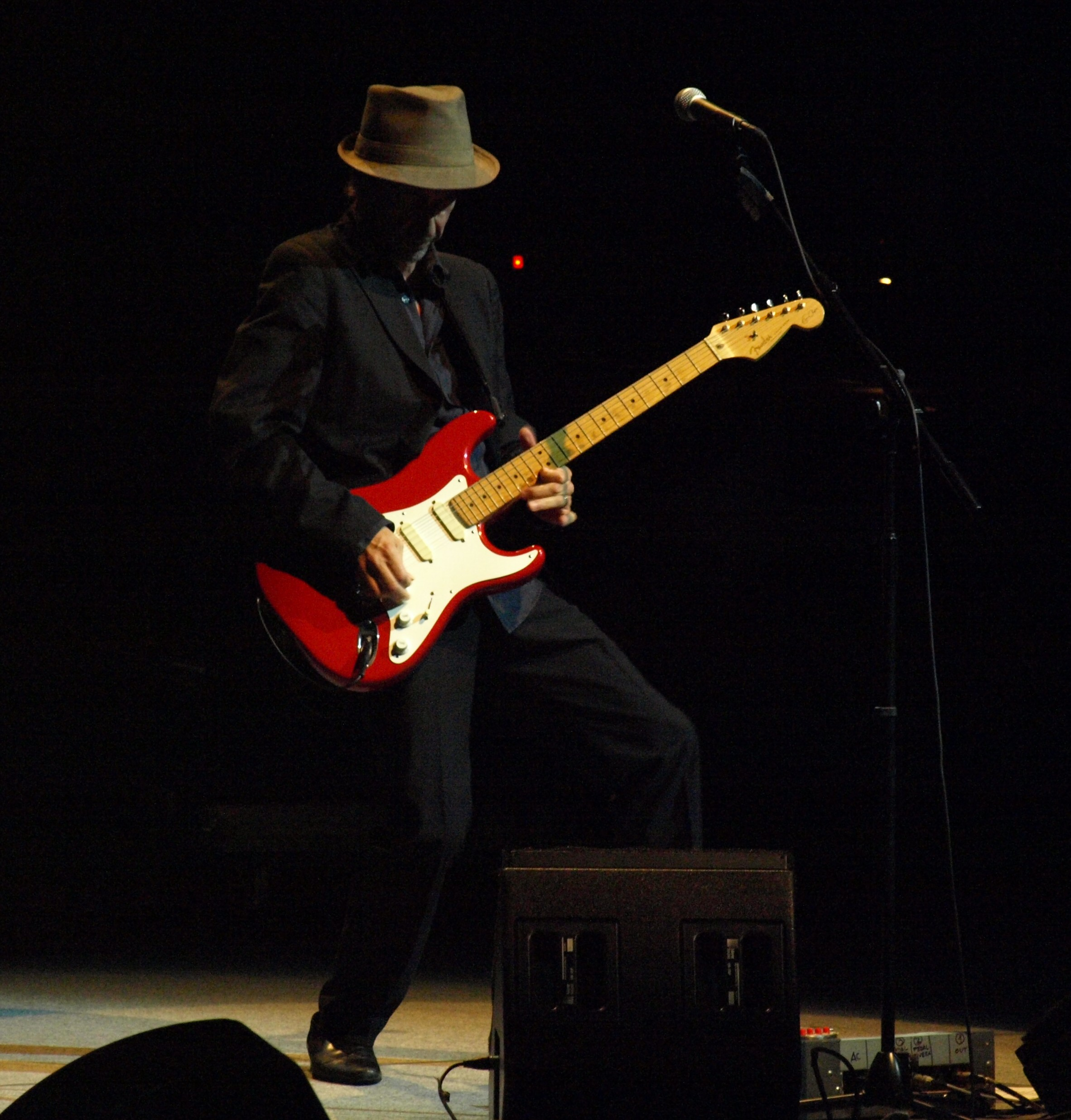
Jaime Stinus a la guitarra, durante una actuación de Loquillo en Barcelona en septiembre de 2008.

- Teo Serrano Capitán Centellas: bajista y coros, en Los Intocables de 1980 a 1982.
- Juan Manuel Jiménez Heidenreich Caníbal: batería y coros en Los Intocables de 1980 a 1982.
- Carlos Nadal: guitarra en Los Intocables en 1980.
- Carmen Lacarta: guitarra en Los Intocables en 1982.
- Sabino Méndez: guitarra, coros y principal letrista en Los Intocables de 1980 a 1982, y en Trogloditas de 1982 a 1989; guitarra y letrista colaborador desde 2006.
- Xavier Juliá: guitarra, en Los Intocables de 1980 a 1982 y en Trogloditas de 1982 a 1983.
- Ricard Puigdomènech: guitarra, en Trogloditas de 1983 a 2002.
- Jordi Vila: batería, en Trogloditas de 1983 a 1994 y de 1998 a 2005.
- Josep Simón Ramírez: bajo, en Trogloditas de 1983 a 2007.
- Sergio Fecé: teclados y producción, en Trogloditas de 1987 a 2005.
- Xavier Nuri Xavi Tacker (ex- Wom! A2): guitarra, en Trogloditas de 1988 a 1994 y de 2002 a 2003.
- Javier Liba de Villavecchia: saxo, en Trogloditas en varios periodos desde 1988.
- Gabriel Sopeña: compositor, guitarras, armónica, piano, mandolina, segunda voz, coros y producción (con Trogloditas desde 1991; y con los discos de Loquillo en solitario desde 1994) hasta la actualidad.
- Jordi PG Pegenaute: guitarras y producción, en Trogloditas de 1994 a 2002.
- Enric Illa: batería, en Trogloditas de 1994 a 1998.
- Jaime Stinus: guitarra y bajo, en Trogloditas de 2002 a 2007 y con Loquillo de 2007 a 2015.
- Guille Martín: guitarra solista y coros, en Trogloditas de 2003 a 2006; falleció la tarde del 18 de agosto de 2006 a la edad de 43 años en Zaragoza.
- Toni Jurado: batería, en Trogloditas en 2005.
- Laura Gómez-Palma: bajo, con Loquillo de 2007 a 2012.
- Santi Comet: teclado y coros, con Loquillo de 2010 a 2015.
- Raúl Bernal: teclado, con Loquillo de 2016 a 2017.

## Discografía

### Con Los Intocables
- 1981: Los tiempos están cambiando, Cúspide
- 1981: "Rock 'n' Roll Star" (sencillo), Cúspide
- 1981:  "Esto no es Hawaii (Que wai)" (sencillo), Cúspide
- 1982: Autopista (miniálbum)

### Con Trogloditas

#### Discos de estudio y directos
- 1983: El ritmo del garage, Tres Cipreses
- 1984: ¿Dónde estabas tú en el 77?, DRO Atlantic/Tres Cipreses
- 1985: La mafia del baile, Hispavox
- 1987: Mis problemas con las mujeres, Hispavox
- 1988: Morir en primavera, Hispavox
- 1989: ¡A por ellos...! que son pocos y cobardes (doble directo), Hispavox
- 1991: Hombres, Hispavox
- 1993: Mientras respiremos, Hispavox
- 1996: Tiempos asesinos, Hispavox
- 1997: Compañeros de viaje (doble directo), EMI-Hispavox
- 2000: Cuero español, EMI-Odeón
- 2001: Feo, fuerte y formal, Konga Music/Blanco Y Negro Music
- 2004: Arte y ensayo, DRO East West
- 2006: Hermanos de sangre (doble directo + DVD), DRO Atlantic

#### Reediciones
- 2001: El ritmo del garage (remasterizado como disco-libro), DRO East West/Tres Cipreses
- 2005: ¡A por ellos...! que son pocos y cobardes (remasterizado + DVD), EMI-Hispavox
- 2007: Compañeros de viaje (remasterizado + DVD), EMI-Hispavox
- 2013: El ritmo del garage (remasterizado, incluyendo vinilo y DVD), Warner Music[14]

#### Recopilatorios
- 1987: Loquillo & Sabino 1981-1984, DRO/Tres Cipreses
- 1993: Héroes de los 80, DRO
- 1996: Simplemente lo mejor, Hispavox
- 1998: 1978-1998 (doble CD), Hispavox
- 2002: Historia de una actitud *25 años de Rock & Roll* (doble CD + DVD), EMI-Hispavox
- 2007: The Platinum Collection (triple CD), EMI-Odeón
- 2018: Rock and Roll actitud 1978-2018 (3 CD)
- 2024: 30 años de Trangresión Warner Music Spain

#### Sencillos
- 1983: "Pacífico / Todos los chicos en la playa"
- 1983: "Vaqueros del espacio / Hawái 5-0"
- 1983: "El ritmo del garage"
- 1983: "Cadillac solitario"
- 1984: "Enamorado de la dependienta de la tienda de patatas fritas"
- 1984: "Pégate a mí"
- 1985: "Carne para Linda"
- 1986: "Rock suave"
- 1986: "Chanel, cocaína y Don Perignon"
- 1986: "Faraón"
- 1987: "La mataré"
- 1988: "Besos robados"
- 1988: "Rock 'n' Roll Star" (en directo)
- 1988: "El rompeolas"
- 1988: "La mala reputación" (versión)
- 1989: "Quiero un camión" (en directo)
- 1989: "El ritmo del garage" (en directo)
- 1989: "Cadillac solitario" (en directo)
- 1990: "Todo el mundo ama a Isabel"
- 1991: "Brillar y brillar"
- 1991: "Simpatía por los Stones"
- 1991: "Un hombre puede llorar"
- 1992: "A golpes de corazón"
- 1993: "Mientras respiremos"
- 1994: "Maldigo mi destino"
- 1996: "Treinta y tantos"
- 2000: "Rock 'n' Roll actitud"
- 2000: "Malo" (remezcla)
- 2002: "Cuando fuimos los mejores" (versión 2002)

### ConGabriel Sopeña
- 1994: La vida por delante, EMI-Hispavox
- 1998: Con elegancia, PICAP
- 2005: Mujeres en pie de guerra (BSO del documental homónimo), DRO Atlantic
- 2023: La vida es de los que arriesgan

### En solitario
- 1999: Nueve tragos
- 2008: Balmoral

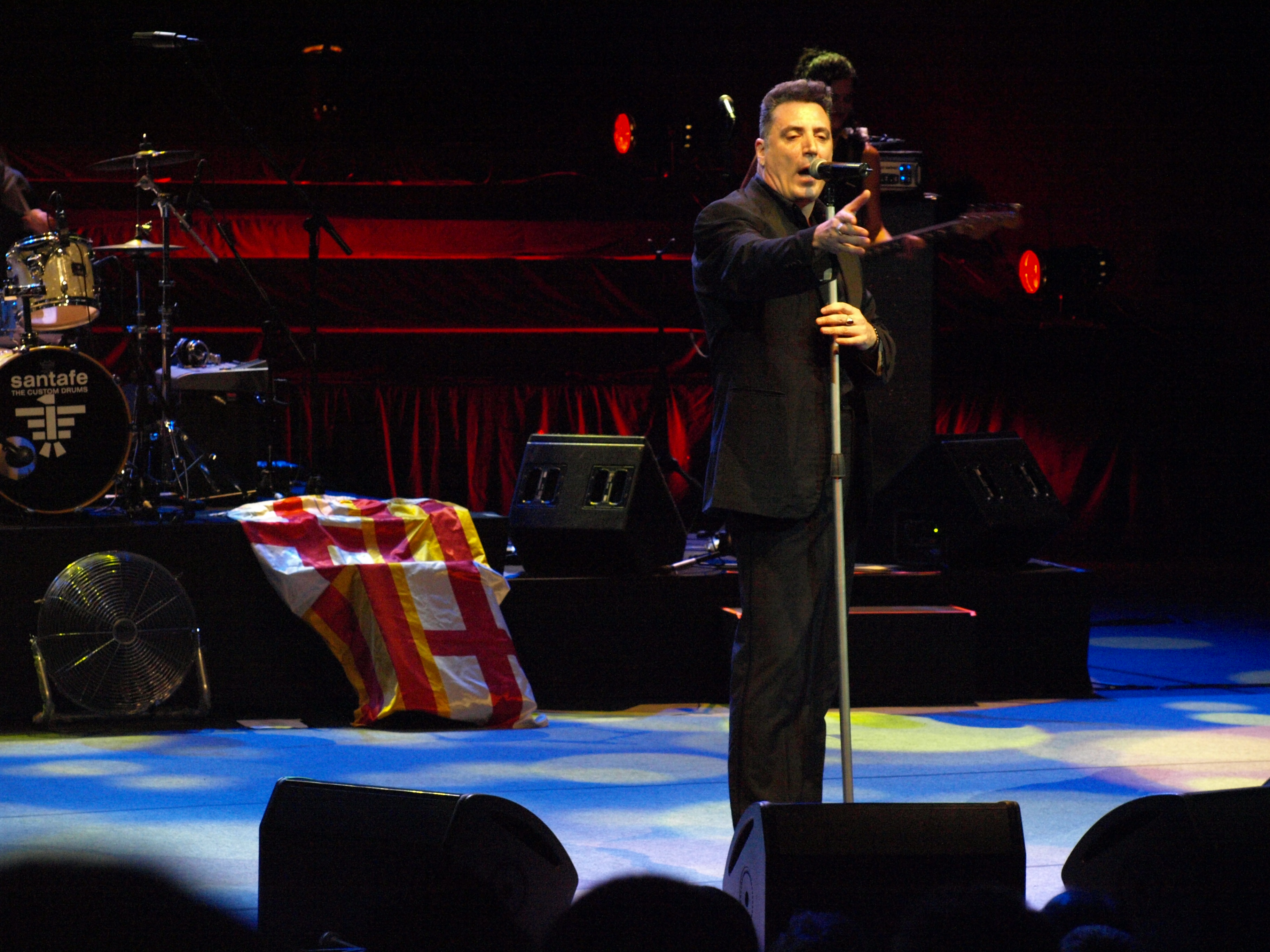
Loquillo durante el concierto de presentación en Barcelona de su disco Balmoral en septiembre de 2008.

- 2011: Su nombre era el de todas las mujeres
- 2012: En Madrid (directo, incluyendo DVD)
- 2012: La nave de los locos
- 2014: El creyente (doble directo + DVD)
- 2015: Código Rocker (con The Nu Niles)
- 2016: Salud y Rock and Roll (doble directo + DVD)
- 2016: Viento del este
- 2018: Rock & Roll Actitud
- 2019: El último clásico
- 2022: Diario de una tregua
- 2023: Corazones legendarios
- 2024: Transgresiones
- 2025: Europa

### Varios
- 2000: Loquras (rarezas), EMI-Hispavox
- 2007: Nueve tragos (reedición remasterizada), DRO Atlantic
- 2009: Balmoral (edición especial, incluyendo DVD), Radio 3
- 2009: Rock & Roll Star 30 años / 1980-2010 (quíntuple CD + triple DVD), DRO Atlantic

## Filmografía
- 2008: Loquillo, Leyenda Urbana.
- 2013: Los gatos del callejón.

## Libros
- 2001: Un alto en el camino, libro de conversaciones con Juan Puchades.
- 2002: El chico de la bomba.
- 2010: Barcelona Ciudad.
- 2012: Loquillo, Rock & Roll Star, libro de fotografías, entrevista y testimonios. Por Jordi García y Miguel Pérez.
- 2013: El hijo de nadie, libro de conversaciones con Luis Hidalgo.
- 2014: Cuando fuimos los mejores, libro de fotografías por Yann Mercader.
- 2018: En las calles de Madrid
- 2019: Chanel, cocaína y Dom Pérignon
- 2020: Balmoral. Loquillo, por un instante, la eternidad, de Javier Escorzo.
- 2022: Loquillo, la biografía oficial, de Felipe Cabrerizo.
- 2025: Paseo de gracia.[15]